# Doubek (přírodní rezervace)
Doubek je přírodní rezervace poblíž obce Zámrsky v okrese Přerov. Oblast spravuje Agentura ochrany přírody a krajiny ČR. Důvodem ochrany je smíšený listnatý les s výskytem vzácných druhů rostlin.

## Galerie

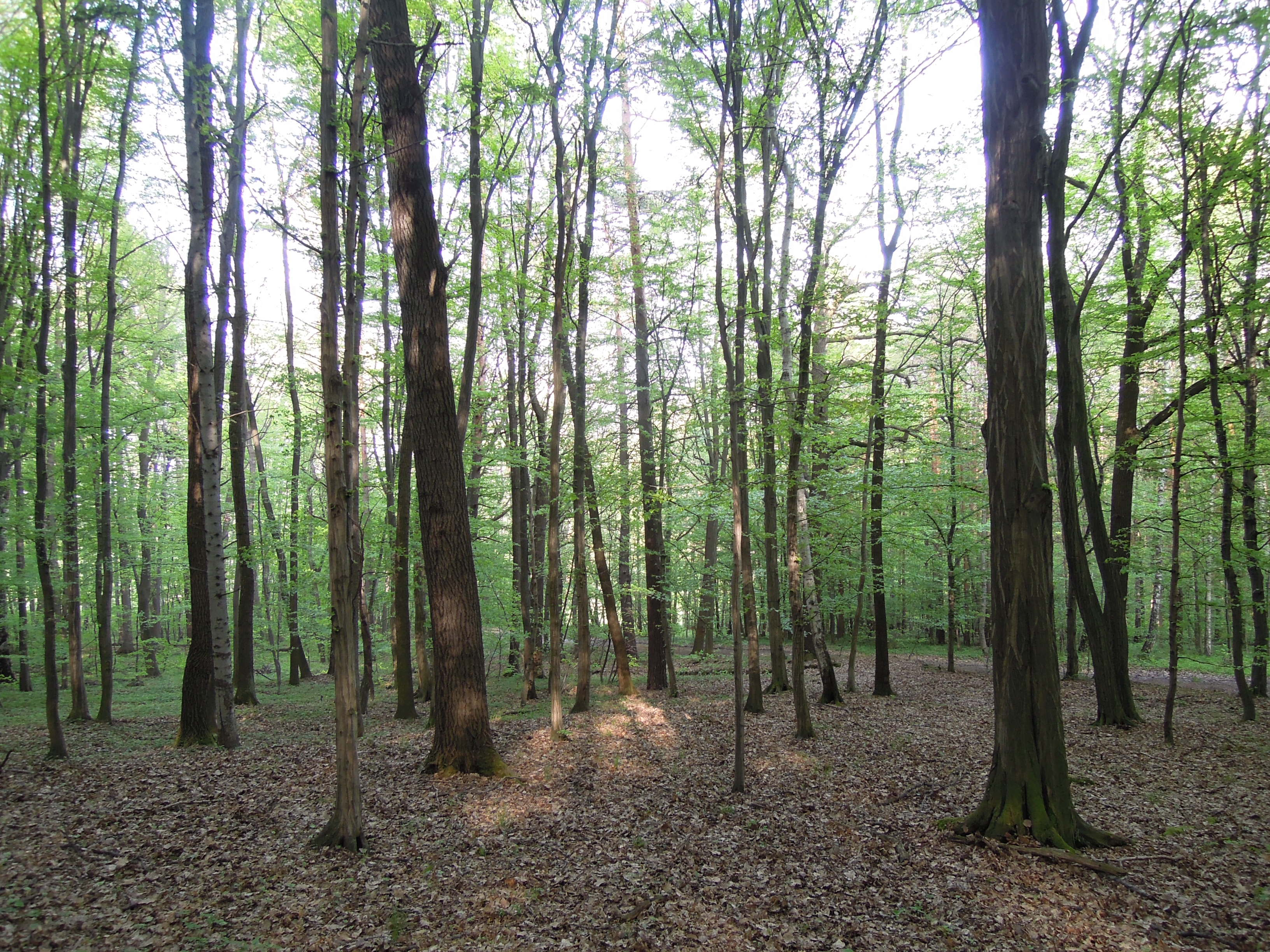
Přírodní rezervace Doubek
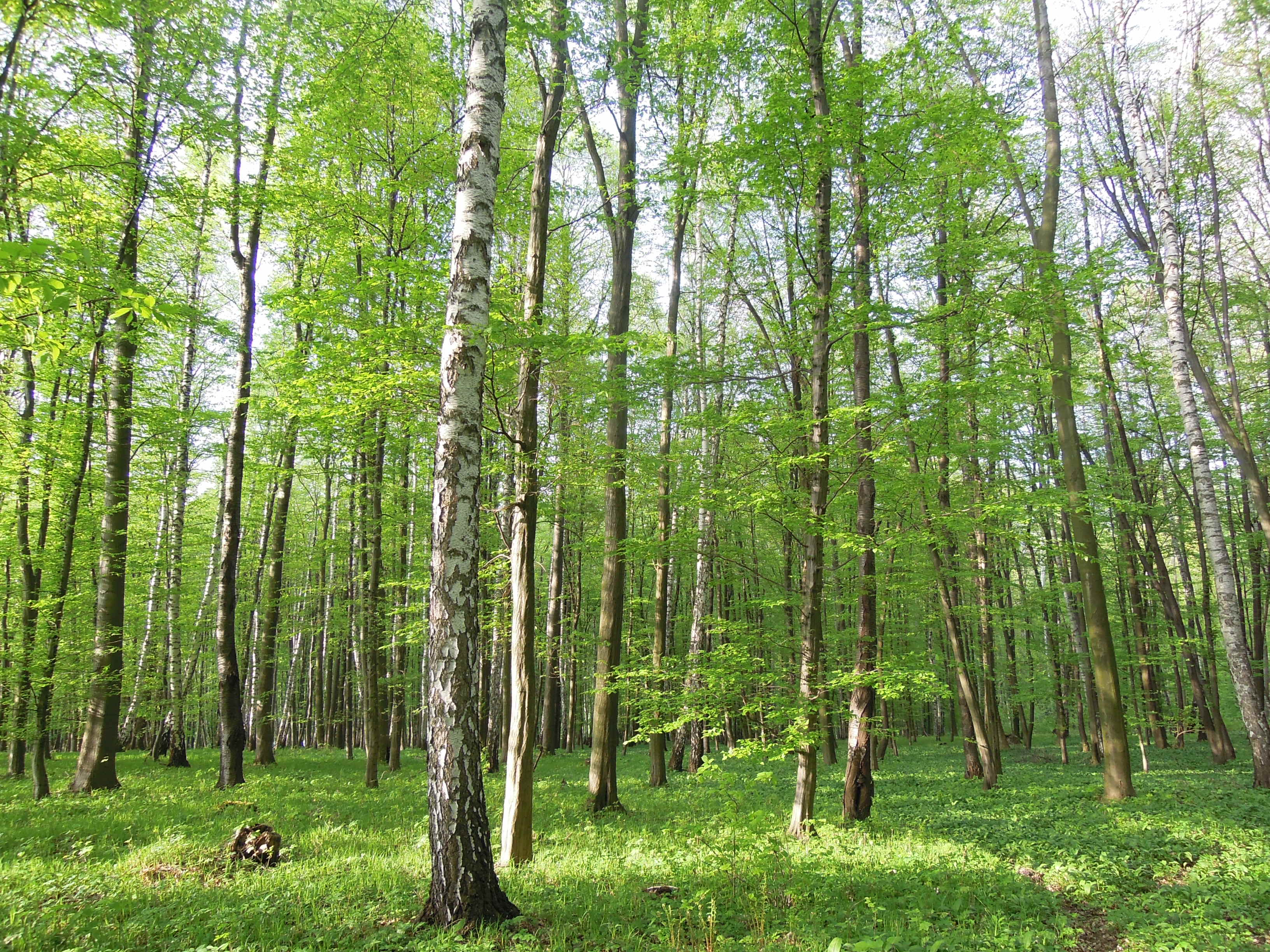
Lesní porost přírodní rezervace
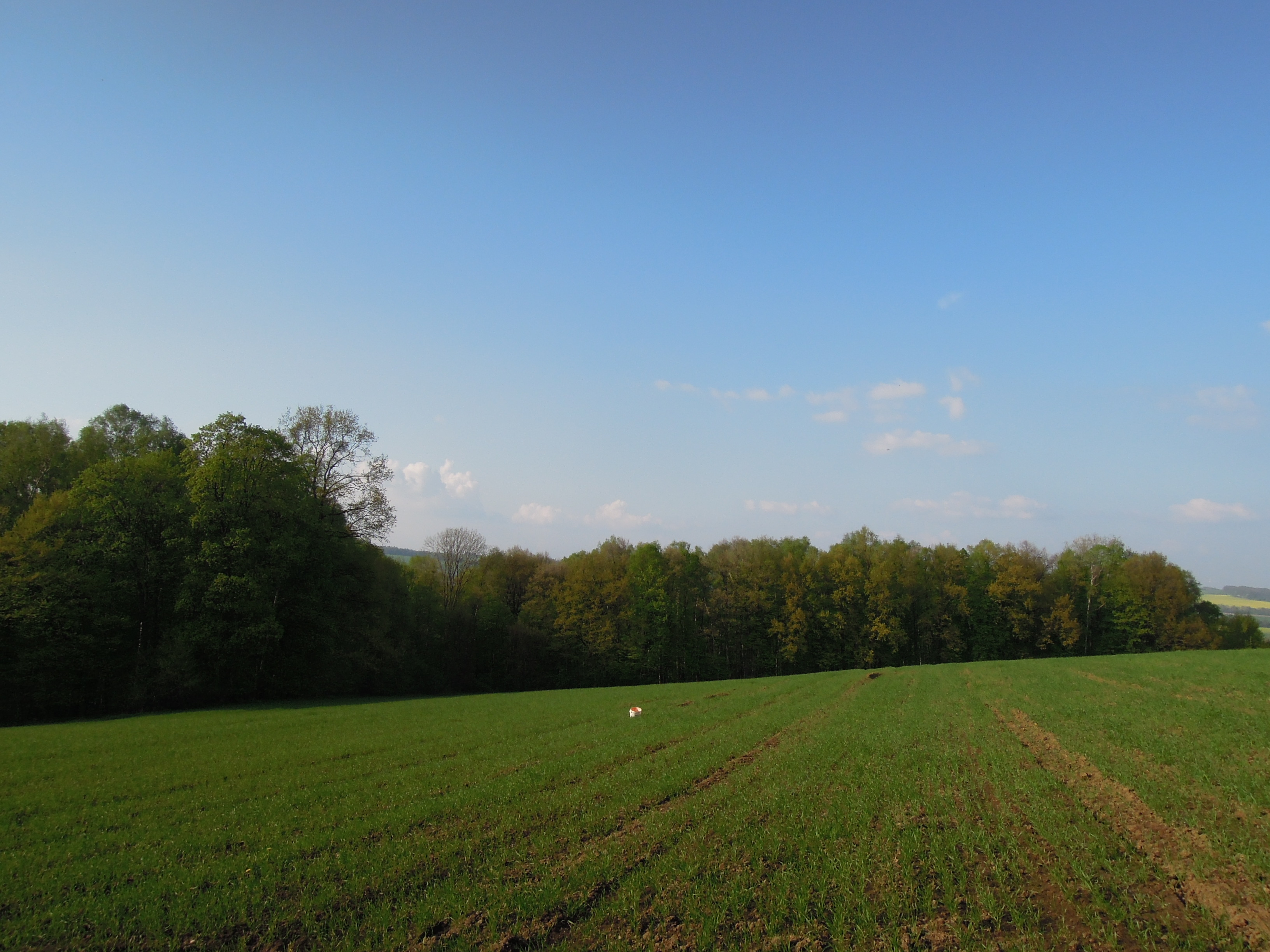
Pohled na lokalitu z okolních luk